# Mortonagrion ceylonicum
Mortonagrion ceylonicum är en trollsländeart som beskrevs av Maurits Anne Lieftinck 1971. Mortonagrion ceylonicum ingår i släktet Mortonagrion och familjen dammflicksländor. IUCN kategoriserar arten globalt som otillräckligt studerad. Inga underarter finns listade i Catalogue of Life.